# به تيش (غوهران)
به تيش (بالفارسية: به تیش) هي قرية تقع في إيران في قسم غوهران الريفي. يقدر عدد سكانها بـ 348 نسمة بحسب إحصاء 2016.